# کوئت ماسیره
کوئت ماسیره (به انگلیسی: Quett Masire) (زادهٔ ۲۳ ژوئیه ۱۹۲۵ – درگذشتهٔ ۲۲ ژوئن ۲۰۱۷) یک سیاستمدار بوتسوانایی و از ۱۸ ژوئیه ۱۹۸۰ تا ۳۱ مارس ۱۹۹۸ رئیس‌جمهور بوتسوانا بود. کوئت ماسیره در ۲۲ ژوئن ۲۰۱۷ در سن ۹۱ سالگی درگذشت.